# クリスピー物語
クリスピー物語（クリスピーものがたり）とは、ネスレコンフェクショナリーから2005年に発売された菓子である。キットカットの周りにコーティングされているチョコを無くし、ウエハースにしたものである。
最初のCMには岸田今日子が起用された。

## 商品概要
- クリスピー物語
- クリスピー物語　文庫本パック
- クリスピー物語　マンゴー風味
- クリスピー物語　カカオ50（ローソン限定で販売）

## 文庫本
文庫本パックの内容は、通常のクリスピー物語に、有名作家が「殻を脱ぐ」をテーマに書き下ろした6話の短編小説である。
- クロスロード　鈴木光司
- 魚になったミジンコ　大石圭
- 押し入れ　牧野修
- チョウになる日　森山東
- 少女、あるいは機械人形　小林泰三
- 妻の誕生　北野勇作

ただ、内容に関しては賛否両論である。

## クリスピーの動機
クリスピー物語には、ネット・携帯で小説が展開されている。現在は第2章まである。ちなみに、チョコ菓子の立場の弱くなる夏に物語は始まる。

### クリスピーの動機・第1章　登場人物
チョコ菓子K⇒クリスピー物語
本作品の主人公。
広美が話した栗栖の話を聞き「自分の殻を破って、新しく生まれ変わるんだ!」と心に決める。その後、自分の重くて甘いチョコを脱ぐ事が、殻を破る事だと気づき、秋に旅に出る。その後、初冬の頃に旅から戻り、新たに「クリスピー物語」と名乗る事にする。
本人曰く「クリスピー」は栗栖のリングネームから。「物語」はこれまでの旅路と自分の未来への期待をこめて付けたとの事。
チョコ菓子A
馴れ馴れしい口調で話し掛けてくる。
チョコ菓子B
クールに薀蓄を話す。
チョコ菓子C
皮肉たっぷりに話す。
スナック菓子D
人の話に横から割り込んでくる。
栗栖
コンビニの店長を10年以上も勤めている。菓子達の話す言葉が分かる。チョコ菓子Aに殻を破って欲しいと思っている。その後、「クリスピー仮面」のリングネームでプロレスラーになる。
広美
栗栖の元カノ。
岸田今日子似の老婦人
チョコ菓子Kに「軽くおなり!」という言葉を発した。「うんまっ!」という言葉も言ったらしい。
ミュージシャンB
栗栖の友人。プロレスラーになった栗栖を影でけなしている。
その他の登場人物
- 国産赤ワインB
- カップラーメンA
- シャケおにぎり
- タマゴサンド
- おでん

### クリスピーの動機第2章　登場人物
ボク⇒クリスピー物語
主人公。若男女に愛され、お菓子業界にもその名を広く知られる有名チョコレート菓子。女子高生に絶大な人気を誇る。コンビニがこのうえなく居心地いい場所だと思っている。「ま、いっか」が口癖。
猫が女の子を捜しているのを知り、「ボクも猫と一緒に女の子を探す」と決意し、猫とともに女の子を捜し、夏の熱さと戦いながら、女の子を探し当てる。そして、太陽熱によって周りのチョコが溶け、新しいチョコ菓子に生まれ変わった。
その後、板さんにクリスピー物語と名づけられる。理由は、ボクの運命を変えた猫・クリスピーを取り、そこから自分自身の物語を作っていくかららしい。
K
ボクの仲間。「殻を破りたい」と言い残し、アイドル菓子の地位も名誉も捨て、旅に出てしまった。
板さん
板チョコレートの通称。この街一番の情報通らしい。ボクの叫んだ言葉を無視する事がある。ボクに「クリスピー物語」という名前をつけた。
クリスピー
緑色の目で、チョコレート色の毛をした猫。桜の木の下にいて、桜の季節にベンチに来ていた女の子の膝に乗せてもらっていたが、新緑の季節になってから女の子は来なくなり、自ら女の子を捜そうと決意する。その後、ボクと一緒に女の子を探し当て、女の子の飼い猫になった。
女の子
この春、中学生になったばかり。ショートカットの髪がよく似合い、笑顔がキュートである。「殻を脱いだチョコが好き」らしい。クリスピーに合えなかった理由は、道路に出た野良猫を避けようとして自転車とともに派手に転び、足を酷く捻挫してしばらく外出できなかったからだそう。その後親に許可を貰い、クリスピーの飼い主になる。
店長
コンビニの店長。ポシェットを作れるらしい。